# Can You Please Crawl Out Your Window?
"Can You Please Crawl Out Your Window?" é uma canção do músico e compositor americano Bob Dylan, lançada em 1965. O single, lançado em dezembro daquele ano, alcançou a 58ª posição na Billboard Hot 100 e a 17ª posição na parada britânica em janeiro de 1966. Dylan é acompanhado na música pelo grupo musical então conhecido como the Hawks, que apoiaria o cantor em sua turnê mundial de 1966 e, posteriormente, tornaria-se famoso como The Band: Robbie Robertson (guitarra), Rick Danko (baixo), Richard Manuel (piano), Garth Hudson (órgão) e Levon Helm (bateria).
Dylan tocou a música para Phil Ochs enquanto os dois estavam numa limusine. Quando Ochs expressou um sentimento morno sobre a obra, o cantor o expulsou de seu veículo, gritando "Você não é um cantor de folk. Você é um jornalista".
Numerosas tomadas da música foram gravadas em 30 de julho de 1965 durante as sessões do álbum Highway 61 Revisited, com uma banda que incluía Mike Bloomfield, Al Kooper e Paul Griffin; um foi erroneamente impresso em uma falsa prensagem do single "Positively 4th Street" naquele outono. A versão oficial única, com o the Hawks, é geralmente considerada como sendo gravada em 30 de novembro de 1965, embora pelo menos um estudioso de Dylan afirme que a data de gravação foi 5 de outubro. As sessões completas de gravação de julho e outubro/novembro de 1965 foram lançadas na Edição de Colecionador de 18 discos do The Cutting Edge 1965–1966, enquanto os destaques das faixas não editadas apareceram nas versões de 2 e 6 discos daquele álbum.
Originalmente disponível apenas como single, a canção acabou sendo incluída (em sua forma original em mono) nas compilações de Dylan, Masterpieces e Biograph, e no conjunto de caixas the Band A Musical History (2005). Um mix estéreo estendido da versão original do single apareceu na edição limitada de colecionador de The Cutting Edge.
A música foi incluída no livro 31 Songs, de Nick Hornby.